# 睦合村 (熊本県)
睦合村（むつあいむら）は、熊本県の北部、玉名郡にかつてあった村。

## 歴史
- 1889年4月1日 - 上村、庄山村、古閑村、開田村、三崎村、西照寺村が合併し睦合村が成立。
- 1955年4月1日 - 高道村、大野村、鍋村と合併し岱明村となる。

## 学校
- 睦合村立睦合小学校